# قطعنامه ۱۸۹۲ شورای امنیت
قطعنامه ۱۸۹۲ شورای امنیت سازمان ملل متحد که در تاریخ ۱۳ اکتبر ۲۰۰۹ تصویب شد، سندی بین‌المللی دربارهٔ مسئلهٔ در مورد هاییتی است. این قطعنامه طی نشست ۶۲۰۰ام با ۱۵ رای موافق، ۰ مخالف و ۰ ممتنع تصویب شد.